# Saint-Cyr-les-Champagnes
Saint-Cyr-les-Champagnes là một xã, nằm ở tỉnh Dordogne vùng Aquitaine của Pháp. Xã này có diện tích 15,81 kilômét vuông, dân số năm 2006 là 276 người. Xã nằm ở khu vực có độ cao trung bình 385 m trên mực nước biển.

## Hành chính
| Danh sách các xã trưởng                |                  |                   |                  |         |
| Giai đoạn                              | Giai đoạn        | Tên               | Đảng             | Tư cách |
| 1990                                   | tháng 3 năm 2008 | Daniel Pichon     | -                | -       |
| tháng 3 năm 2008                       | đương nhiệm      | Alain Pierrefitte | không chính thức | hưu trí |
| Tất cả các dữ liệu trước đây không rõ. |                  |                   |                  |         |

## Thông tin nhân khẩu
| Năm    | 1962 | 1968 | 1975 | 1982 | 1990 | 1999 | 2006 |
| ------ | ---- | ---- | ---- | ---- | ---- | ---- | ---- |
| Dân số | 519  | 457  | 380  | 339  | 313  | 295  | 276  |